# Бредиче, Летисия
Лети́сия Марсе́ла Бре́диче (исп. Leticia Marcela Brédice; род. 26 июля, 1975, Буэнос-Айрес, Аргентина) — аргентинская актриса, певица, фотомодель.

## Биография
Рано начала играть в театре. Снималась в кино в Аргентине и Испании.  Позировала для аргентинского издания журнала «Плейбой». Русскому зрителю наиболее известна по роли сестры главного героя фильма режиссёра Фабиана Белински «Девять королев».

## Фильмография
- Музей / Museo (2018)
- El Elegido (2011)
- Тетро / Tetro (2009, Фрэнсис Форд Коппола)
- El frasco (2008, Альберто Лекки)
- Mujeres Asesinas (2006)
- La Suerte Está Echada (2005)
- Ay Juancito (2004, Эктор Оливера)
- Locas de Amor (2004)
- Día Que Me Amen (2003)
- ¿Sabés Nadar? (2002)
- Kamchatka (2002, Марсело Пиньейро)
- En La Ciudad Sin Límites (2002)
- Muertos de Amor (2002)
- La Mujer de Mi Vida (2001)
- 22, El Loco (2001)
- Nueve Reinas (2000) - Девять королев
- Almejas Y Mejillones (2000)
- Tiempofinal (2000)
- Палёные деньги/Plata Quemada (2000, Марсело Пиньейро) .
- Cóndor Crux, La Leyenda (2000)
- Cómplices (1998)
- Cenizas del Paraíso (1997, Марсело Пиньейро, Серебряный кондор Ассоциации кинокритиков Аргентины лучшей актрисе второго плана)
- Sin Querer (1997)
- Años rebeldes (1996, Серебряный кондор Ассоциации кинокритиков Аргентины лучшей актрисе)
- De Poeta Y de Loco (1996)
- Alta Comedia (1996)
- La Hermana Mayor (1995)
- Vivo Con Un Fantasma (1993)
- La Peste (1992, Луис Пуэнсо)

## Признание
- 1993 — Премия Ассоциация кинокритиков Аргентины Серебряный кондор в номинации Лучший дебют
- 1998 — Премия Серебряный кондор в номинации Лучшая женская роль второго плана
- 2001 — Премия Мартина Фьерро в номинации Лучшая женская роль в сериале[1]
- Премия Konex в номинации Лучшая женская роль
- 2011 — Премия Мартина Фьерро в номинации Лучшая женская роль в сериале
- Премия Tato в номинации Лучшая главная женская роль
- Премия Konex в номинации Лучшая женская роль в сериале
- 2018 — Премия Мартина Фьерро в номинации Лучшая женская роль в мини-сериале[2]